# 인도네시아의 국기
인도네시아의 국기는 1945년 8월 17일에 제정되었다. 빨간색과 하얀색 가로 줄무늬로 구성되어 있으며 인도네시아어로는 "당당한 빨간색과 하얀색"이라는 뜻의 상 사카 메라 푸티(인도네시아어: Sang Saka Merah Putih)라고 부른다.
빨간색은 용기를, 하얀색은 순결을 의미한다. 인도네시아의 국기의 원형은 13세기 마자파힛 왕조의 기이다. 폴란드의 국기와는 색 배치가 반대이며 싱가포르의 국기와 거의 비슷하다. 또한 모나코의 국기와는 비율을 제외하면 거의 비슷한 형태이다.

## 색상
| 색상 | 빨강                       | 하양                  |
| ---- | -------------------------- | --------------------- |
| RGB  | 255–0–0 (#FF0000) 팬톤 485 | 255–255–255 (#FFFFFF) |